# العدن (الظهار)

تعديل مصدري - تعديل

العدن محلة تابعة لقرية عيقره العلياء، التابعة لعزلة انامر بمديرية الظهار إحدى مديريات محافظة إب في الجمهورية اليمنية.، بلغ تعداد سكانها 458 حسب تعداد اليمن لعام 2004.